# 最後の晩餐 (クラナッハ)
『最後の晩餐』（さいごのばんさん、ドイツ語: Das Abendmahl）は、16世紀ドイツの画家ルーカス・クラナッハ（父）と息子ルーカス・クラナッハ（子）が制作した、最後の晩餐におけるイエスと十二使徒たちを描いた祭壇画で、父子共作ないし父子いずれかによる同主題の作品は多数ある。
ルターによる、公共の場における大きな宗教画への反対が、さほど強調されなくなっていくと、ルーカス・クラナッハ（父）は、息子ルーカス・クラナッハ（子）の手も借り、工房で、他の様々な主題とともに、「最後の晩餐」を描いた多数の祭壇画を制作し始めた。
そうした作品における描写では、キリストには伝統的なハロ（頭上の光の輪）が描かれるものの、使徒たちは、当時のおもだった宗教改革の指導者たちの姿で描かれ、ハロはついていない。
しかし、こうした作風の作品は珍しいものであり、プロテスタント絵画はその後ほどなくして伝統的な描写へと回帰していった。

## ヴィッテンベルクの『最後の晩餐』

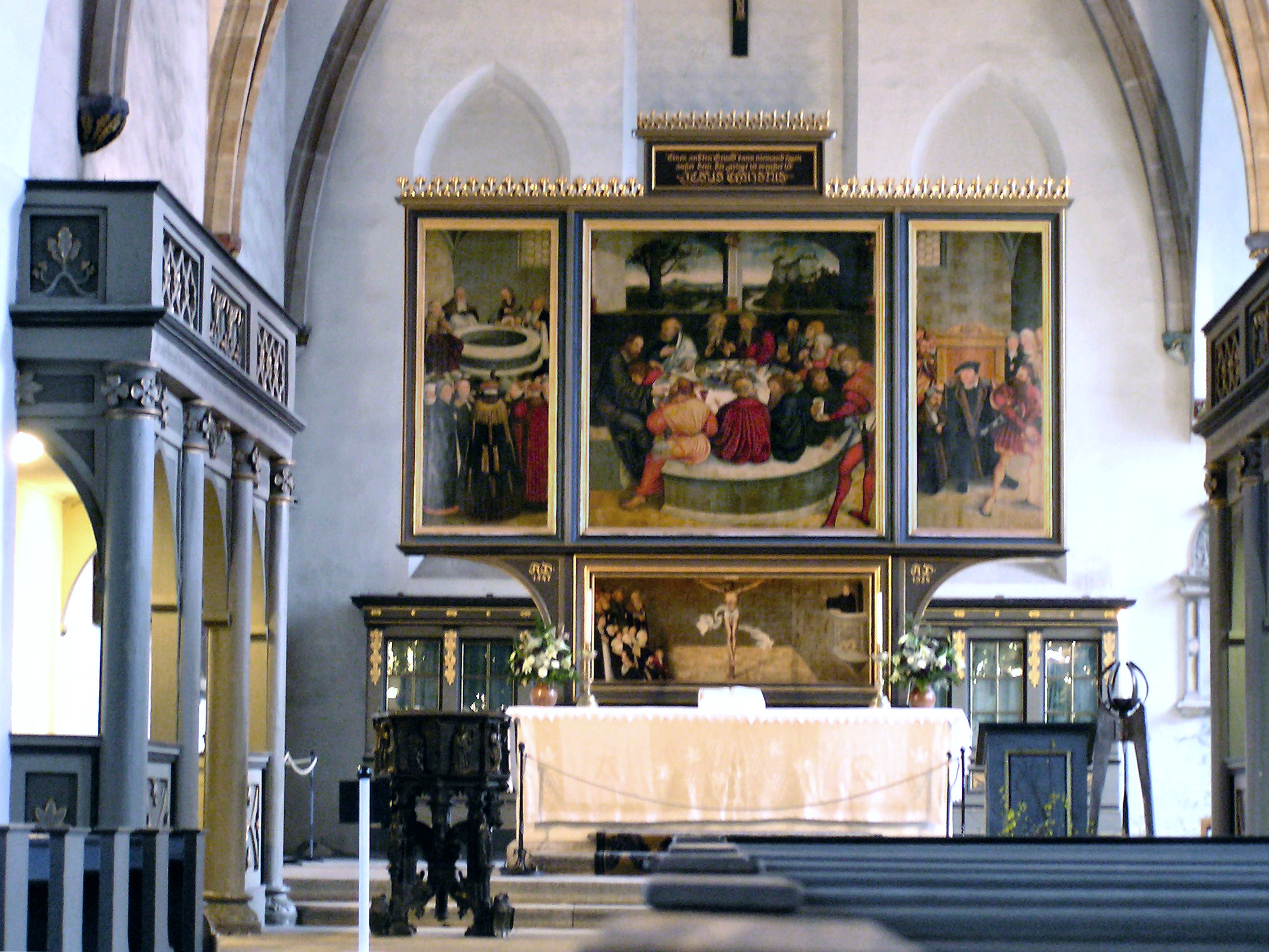
ヴィッテンベルク主教会、祭壇の全景

マルティン・ルターの本拠地だったヴィッテンベルクの主教会 (Stadtkirche Lutherstadt Wittenberg) の祭壇画には、中央のパネルに伝統的な形で描かれた「最後の晩餐」が描かれているが、画面の右下で注がれたワインを受けとろうとしている使徒はルターの姿を写したものであり、ワインを給仕する人物は、父子いずれかのクラナッハである。この祭壇画が設置された1547年の時点では、ルターは既に死去していた。別のパネルでは、福音主義神学者フィリップ・メランヒトンや、この教会の主任牧師であったヨハネス・ブーゲンハーゲンが、聖書の場面ではないところで描き込まれている。パネルに描かれた他の人物たちも、おそらくは町の有力者たちの姿を写したものと思われるが、今日では人物の同定は不可能である。

## デッサウの『最後の晩餐』
これとは別の、デッサウの聖ヨハンニス教会にある、ルーカス・クラナッハ（子）の手になる「改革者たちの祭壇画」と称される1565年の『最後の晩餐 (Das Abendmahl)』は、イスカリオテのユダ以外の使徒たちが、プロテスタントの聖職者や貴族たちの姿を写して描かれており、ルーカス・クラナッハ (子) 自身も給仕役として、画面の右下に描き込まれている。
画面の左下に描かれた膝まづいて祈る人物は、ザクセン選帝侯アウグストである。